# Nigel Bond
Pour les articles homonymes, voir Bond.
Nigel Bond est un joueur professionnel anglais de snooker né le 15 novembre 1965.
Sa principale performance est une victoire lors de l'Open de Grande-Bretagne en 1996. Bond est également connu pour avoir été finaliste du championnat du monde 1995 (défaite contre Stephen Hendry en finale) et de trois autres tournois de classement. Au cours de la saison 1996-1997, Bond obtient son meilleur classement ; une 5e place mondiale.
Lors de la saison 2019-2020, il atteint les quarts de finale du championnat du Royaume-Uni et devient ainsi le joueur le plus âgé de l'histoire à réaliser cet exploit. Il se retire du circuit professionnel en 2022, après s'y être maintenu depuis 1989, pendant plus de 30 ans. 

## Carrière

### Début de carrière prometteur (1989-1990)
Devenu professionnel en 1989, à l'issue d'une carrière amateur relativement achevée (victoire au championnat d'Angleterre amateur), Bond atteint sa première demi-finale en tournoi classé lors de l'Open international 1989. Cette même saison, Bond est éliminé en quart de finale de l'Open d'Europe, par John Parrott ; joueur qu'il avait dominé quelques semaines plus tôt, en quart de l'Open international.
Il démontre son potentiel l'année suivante en atteignant sa première finale dans un tournoi de classement, au Grand Prix, avant d'être défait par l'Écossais Stephen Hendry. Toujours en 1990, le natif de Darley Dale s'engage dans les quarts de finale du championnat du Royaume-Uni, mais y est battu par Steve Davis. Il termine ainsi la saison à la 21e place mondiale.

### Meilleures années (1991-1998)
A l'issue de quatre demi-finales (Grand Prix, Open du pays de Galles, Classique et Open Strachan) pendant la même saison 1991-1992, Nigel Bond entre dans le top 10 mondial, occupant la 9e position. Il se tient à ce rang la saison suivante, réalisant notamment son premier quart de finale au championnat du monde, ainsi que trois autres quarts en tournois classés. En 1992, il remporte son premier tournoi professionnel : la coupe des rois.
La saison qui suit, il réitère au championnat du monde. En plus de cela, il réussit deux autres quarts de finale, lors du championnat du Royaume-Uni et de l'Open de Grande-Bretagne. Bond continue son ascension et termine vice-champion du monde 1995, après avoir battu successivement Stephen Lee, Alan McManus, Gary Wilkinson et Andy Hicks. Il s'incline face au joueur du moment de l'époque : Stephen Hendry (18-9). Ce résultat clôture une belle saison, déjà marquée par une demi-finale à l'Open d'Europe.
En progrès, il réalise de loin la meilleure saison de sa carrière en 1995-1996, s'inclinant tout d'abord en finale du Classique de Dubai 1995. En fin d'année 1995, il atteint les quarts de finale au championnat du Royaume-Uni pour la troisième fois. Sa saison prend un réel tournant en 1996, lorsqu'il remporte sa seule et unique victoire dans un tournoi classé : l'Open de Grande-Bretagne. Il y bat John Higgins en finale, sur le score de 9-8, après avoir remonté un retard de 69 points dans la manche décisive. Demi-finaliste au Crucible Theatre en toute fin de saison, Bond obtient par la même occasion son meilleur classement mondial en carrière : 5e. 
Il est ensuite finaliste du Masters de Thaïlande, et demi-finaliste pour la première fois au Masters et à l'Open d'Allemagne. C'est ainsi qu'il conserve sa place tout en haut de la hiérarchie mondiale. En 1997, il remporte le Masters d'Écosse de snooker, face à Alan McManus, quelques mois après avoir gagné le Grand Prix de Malte, contre Tony Drago. Bond s'affiche une fois de plus dans le top 16 mondial en mai 1998.

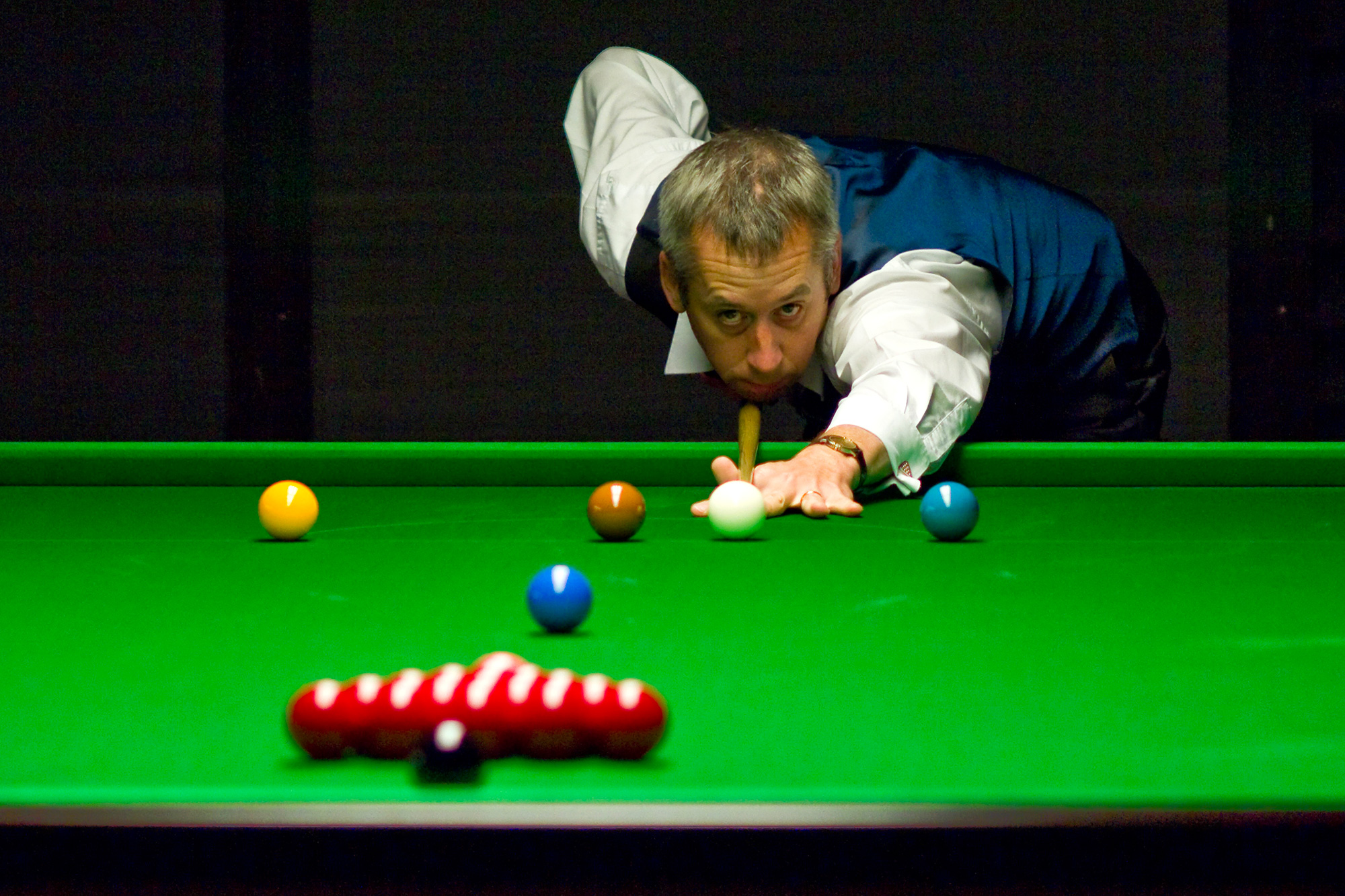
Bond en 2011.

### Baisse de régime (1999-2012)
En difficulté sur les tournois les mieux dotés, Bond sort rapidement du top 20 mondial, en 1999. Pendant plusieurs saisons, il ne parvient plus à percer dans les tournois de classement, continuant à descendre au classement. En 2002, alors 23e joueur du monde, Nigel Bond est de nouveau demi-finaliste à l'Open d'Écosse, battu en manche décisive par Stephen Lee.
Après être redescendu au 40e rang mondial, il atteint les quarts de finale du championnat du Royaume-Uni en 2003, en dominant le 6e mondial de l'époque, Ken Doherty, sur son chemin. Il s'arrête ensuite contre Jimmy White. Entre 2005 et 2010, Bond fait son retour dans le top 30 mondial, sans pour autant être très compétitif, n'atteignant qu'un seul quart de finale à l'Open de Chine.
Nigel Bond se fait ensuite beaucoup plus discret jusqu'en 2011, année au cours de laquelle il signe sa première victoire sur un tournoi professionnel depuis plus de 14 ans, après avoir battu son compatriote Robert Milkins, en finale du Shoot-Out. L'année suivante, il est sacré champion du monde chez les seniors.

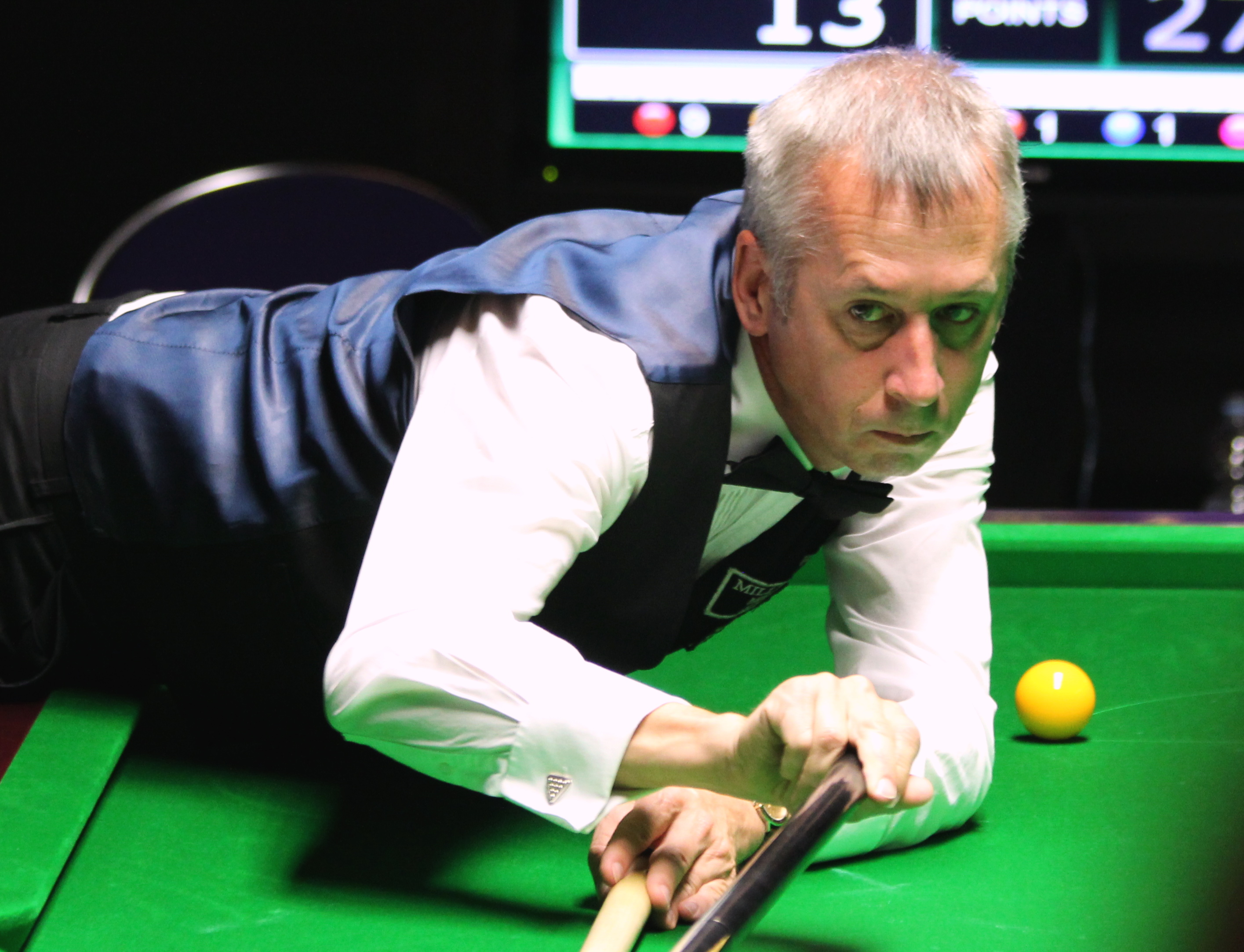
Nigel Bond en 2016.

### Déclin, fin de carrière et retraite (2013-2022)
Sorti du top 40 mondial en 2013, Bond connait ensuite des résultats très mitigés pendant plusieurs saisons, perdant même sa place sur le circuit pour la saison 2015-2016. Il obtient cependant sa place grâce à un ordre du mérite établi par sa fédération.
Bond effectue ensuite de meilleurs résultats, terminant demi-finaliste d'épreuves classées à deux reprises : à l'Open d'Inde 2016 et à l'Open de Gibraltar 2017. Ces résultats lui permettent alors de conserver sa place sur le circuit principal pour la saison suivante. Lors de la saison 2019-2020, il atteint les quarts de finale du championnat du Royaume-Uni et devient ainsi le joueur le plus âgé de l'histoire à réaliser cet exploit. Au cours du tournoi, il signe une victoire sur Judd Trump (6-3), après avoir été mené 3-1. 
À la suite de sa défaite au 2e tour de qualification du  Championnat du monde 2022, Bond annonce qu'il prend sa retraite et tire un trait sur une carrière professionnelle longue de 33 années. Il s'agissait du dernier joueur devenu professionnel dans les années 1980 à avoir conservé ses droits de jeu, sans wildcard. L'Anglais précise qu'il ne participera pas à la Q School, mais évoluera dorénavant sur la tournée mondiale seniors et fera du coaching.

## Palmarès

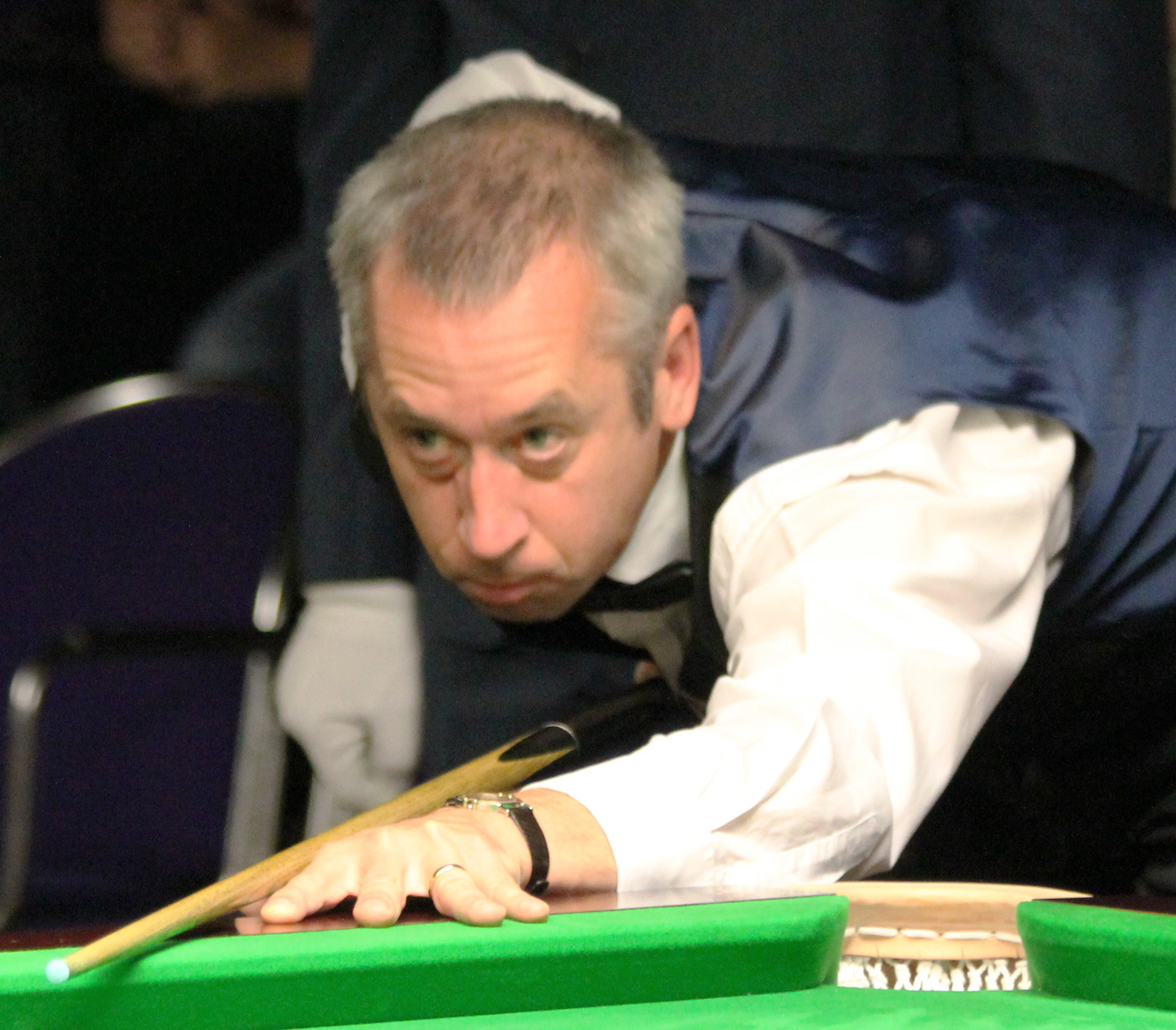
Bond au Classique Paul Hunter 2012.

| Légende | Catégorie                      | Titres                         | Finales                        |
|         | Tournois classés               | 1                              | 4                              |
|         | Tournois classés mineurs       | 0                              | 1                              |
|         | Tournois non classés           | 5                              | 2                              |
|         | Tournois pro-am                | 2                              | 3                              |
|         | Tournée mondiale senior        | 2                              | 1                              |
|         | Tournois amateurs              | 1                              | 0                              |
| Gras    | Tournois de la triple couronne | Tournois de la triple couronne | Tournois de la triple couronne |

### Titres

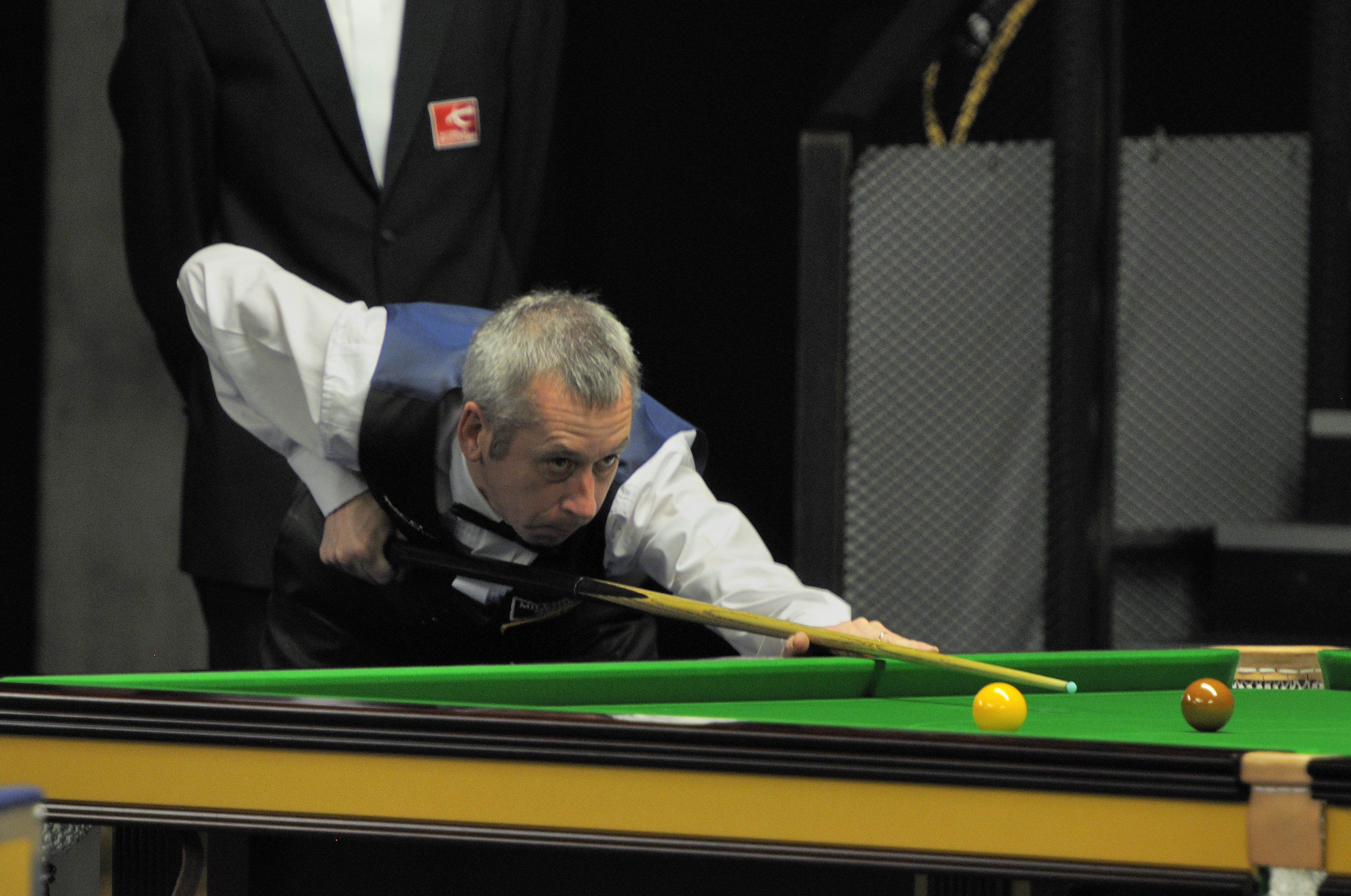
Nigel Bond (2013).

| Saison    | Nom du tournoi                                                          | Lieu       | Finaliste       | Score | Tableau |
| 1989      | Championnat d’Angleterre amateur                                        |            | Barry Pinches   | 13-11 |         |
| 1992-1993 | Coupe du roi                                                            | Bangkok    | James Wattana   | 9-7   | Tableau |
| 1995-1996 | Challenge rouge et blanc                                                | Islamabad  | John Parrott    | 8-6   |         |
| 1995-1996 | Open de Grande-Bretagne                                                 | Plymouth   | John Higgins    | 9-8   | Tableau |
| 1995-1996 | Grand Prix de Malte                                                     | Marsaskala | Tony Drago      | 7-3   | Tableau |
| 1995-1996 | Masters d’Écosse                                                        | Motherwell | Alan McManus    | 9-8   | Tableau |
| 2009-2010 | Jeux mondiaux                                                           | Kaohsiung  | David Grace     | 3-0   | Tableau |
| 2009-2010 | Tournoi pro-am Pontins (printemps)                                      | Prestatyn  | Stephen Craigie | 5-2   |         |
| 2010-2011 | Snooker Shoot-Out                                                       | Blackpool  | Robert Milkins  | 1-0   | Tableau |
| 2012-2013 | Championnat du monde seniors                                            | Portsmouth | Tony Chappel    | 2-0   | Tableau |
| 2021-2022 | 1re épreuve de l'école de qualification du championnat du monde séniors | Reading    | Fergal O'Brien  | 4-3   |         |

### Finales perdues
| Saison    | Nom du tournoi                     | Lieu       | Finaliste      | Score | Tableau |
| 1990-1991 | Grand Prix                         | Reading    | Stephen Hendry | 5-10  | Tableau |
| 1992-1993 | Challenge Strachan (épreuve 2)     | Leicester  | Troy Shaw      | 4-9   | Tableau |
| 1993-1994 | Tournoi Pontins                    | Prestatyn  | Ken Doherty    | 5-9   |         |
| 1994-1995 | Championnat du monde               | Sheffield  | Stephen Hendry | 9-18  | Tableau |
| 1995-1996 | Classique de Thaïlande             | Bangkok    | John Parrott   | 6-9   | Tableau |
| 1995-1996 | Tournoi Pontins (2)                | Prestatyn  | Ken Doherty    | 7-9   |         |
| 1996-1997 | Open de Thaïlande                  | Bangkok    | Peter Ebdon    | 7-9   | Tableau |
| 2007-2008 | Tournoi pro-am Pontins (printemps) | Prestatyn  | David Grace    | 1-5   |         |
| 2013-2014 | Championnat du monde seniors       | Portsmouth | Steve Davis    | 1-2   | Tableau |
| 2014-2015 | Open de Vienne                     | Vienne     | Mark King      | 2-5   | Tableau |
| 2017-2018 | Open de Vienne (2)                 | Vienne     | David Grace    | 2-5   | Tableau |